# Pedro Leopoldo Carrera
Pedro Leopoldo Carrera (* 19. Juni 1914 in Tres Arroyos Provinz Buenos Aires, Argentinien; † 2. September 1963 in Mendoza) war ein argentinischer Karambolagespieler und der erste Weltmeister der die Marke von 1,000 im Generaldurchschnitt (GD) aufstellte.

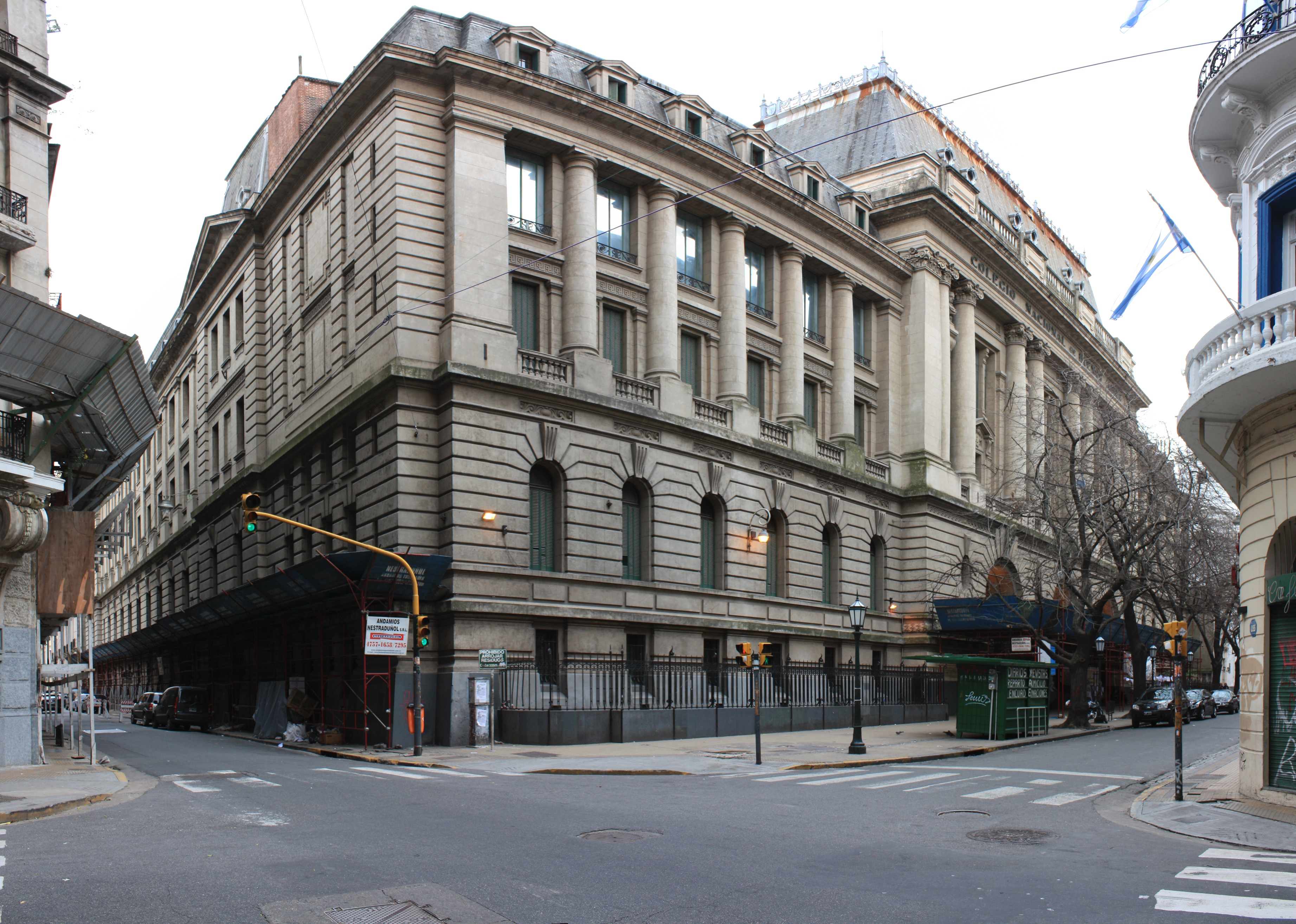
Colegio Nacional de Buenos Aires

## Leben

### Kindheit
Schon in jungen Jahren begann er im „Café La Angelita“, dass sich in seiner Heimatstadt befand, Billard zu spielen. Der Besitzer des Cafés, Juan Fernández, erlaubte den Kindern Karambolage zu spielen, wenn die Schule zu Ende war. Mit 13 Jahren, sein Vater war gerade gestorben, zog er mit seinem Onkel nach Buenos Aires um am Colegio Nacional de Buenos Aires zu studieren.
Seine Leidenschaft für den „grünen Stoff und die Elfenbeinkugeln“ bringt ihn eines Nachmittags, er war gerade 15 Jahre alt, ein altes Café zu betreten, dass, wie damals viele Cafés, als Billardraum diente. Dort traf er Roberto Frai wie er später der Zeitung „El Laborista“ im Rahmen einer Reihe von Autobiographien erzählt, mit dem er sein „erstes Match“ spielte. Er verlor 20:6, als die Billard-Uhr abgelaufen war und sie kein Geld mehr hatten, um weiterzuspielen. Diese Begegnung und den Freund, den er fand und der ihn lebenslang begleitete, blieb ihm dauerhaft im Gedächtnis.

### Internationale Karriere
Wie in seiner Heimatstadt hatte er auch in der Hauptstadt Buenos Aires keine ernsthafte Konkurrenz. Jedes Spiel gegen Carrera war eine verlorene Partie. Mit seinem tadellosen Spiel erreichte er eine lange Liste von Anhängern und Fans, darunter Juan Duarte, Bruder von Eva Perón, Ehefrau des argentinischen Präsidenten Juan Domingo Perón, der ihn bei fast alle seinen Reisen nach Europa unterstützte.
Mit 24 Jahren trat er 1939 zum ersten Mal bei der Argentinischen Billardmeisterschaft an, bei der er einen Triumph in der Freien Partie und im Dreiband errang. 1950 wurde er in Madrid zum ersten Mal Weltmeister (Freie Partie), 1951 Weltmeister im Cadre 47/2. Carrera war zu der Zeit wohl umfassendste Karambolagespieler.
Im Laufe seiner sportlichen Karriere erzielte Carrera zahlreiche Rekorde, wie 1942  „Atlético Racing Club“, ein Verein, den er viele Jahre lang vertrat und wo er in fünfzig Minuten eine Serie von 1.000 Karambolagen erzielte. Er wusste sich auch an die neuen Zeiten und Innovationen anzupassen, wie 1952, während der argentinischen Meisterschaft im Dreiband. In diesem Turnier wurde eine technische Neuheit eingesetzt, die die Tische mit ultravioletten Strahlen beheizt, was den Schiefer und die Banden auf einer gleichmäßigen Temperatur hielt.

### Revolutionsjahre ab 1955
In dem Buch „El hombre del clavel blanco“, Biographie über den fünffachen Weltmeisters Carrera, erklärt der Autor Luis Alberto Venosa, dass nach dem Sturz der Regierung von General Perón im September 1955 die „Libertadora-Revolution“ eine „Hexenjagd“ begann, von der Tausende von Künstlern, Schriftstellern, Journalisten und Sportlern betroffen waren. Diese Verfolgung, die nach den Worten des argentinischen Historikers Victor Lupo einem „Sportgenozid“ gleichkam, beeinflusste die Karriere Carreras und er flüchtete nach Brasilien, um dort als Billardlehrer in einem Jockey Club von São Paulo zu arbeiten. Die neue De-facto-Regierung, die in Argentinien eingesetzt wurde, verurteilte mehr als 120 Amateursportler zur Ächtung, die zu „Profis“ erklärt wurden, weil sie angeblich Vorteile von der peronistischen Regierung erhalten hatten, während es sich in Wirklichkeit um einfache Wirtschaftshilfe und/oder Preise für die Entwicklung der Aktivität im Rahmen einer staatlichen Politik handelte.

### Lebensabend

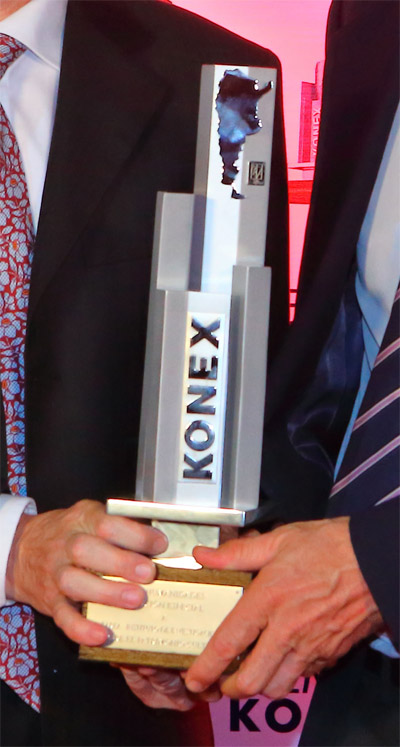
Der „Premios-Konex-Preis“

Carrera, der gerne einen Smoking und mit einer weißen Nelke am Revers trug, war ein freundlicher und großzügiger Mann, unauffällig, und er verdiente viel Geld. So schnell er es verdiente, so schnell war es auch wieder verloren, er war ein Dandy, der alsbald die Auswirkungen seines Lebens erlebte. Die endlosen Nächte des Billardspiels, die 40 täglichen Zigaretten, die er rauchte, und der Alkohol hatten begonnen ihm die andere Seite aufzuzeigen. So begann der Untergang seiner Karriere.
1961 kehrte er nach Argentinien zurück und ließ sich in Mendoza nieder. In den Jahren 1961 und 1962 nahm er noch an einigen argentinischen Turnieren teil, aber er war nicht mehr der Carrera von damals. Er starb im Alter von nur 49 Jahren, er wurde auf dem Friedhof von Azul beigesetzt.

## Ehrungen
1980, mehr als 17 Jahre nach seinem Tod, wurde Carrera posthum mit dem Premios Konex in Platin als bester Billardspieler der argentinischen Geschichte ausgezeichnet und ebenfalls mit dem „Diploma al Mérito“.

## Erfolge
- Dreiband-Weltmeisterschaft:  1952  1953
- Fünfkampf-Weltmeisterschaft:  1954
- Freie-Partie-Weltmeisterschaft:  1950, 1953
- Cadre-47/2-Weltmeisterschaft:  1951
- Cadre-45/2-Weltmeisterschaft:  1947
- Dreiband-Panamerikameisterschaften:  1950
- Panamerikanische Meisterschaften:  3 × (1 × Cadre 47/2, 1 × Freien Partie, 1 × Cadre 71/2)
- Argentinische Meisterschaften:  20 × (5 × Dreiband 7 × Cadre 47/2; 7 × Freie Partie,  1 × Cadre 71/2)

Quellen: